# Universiteitskrant
Universiteitskrant (ou UK) é um jornal semanal publicado pela Universidade de Groningen, nos Países Baixos.